# توقف العمل
توقف العمل هي لوحة زيتية للرسام الفرنسي ويليام بوغيرو.